# Suredes d’en Mairo, els Grecs i la Muntanyeta
Suredes d’en Mairo, els Grecs i la Muntanyeta – miejscowość w Hiszpanii, w Katalonii, w prowincji Girona, w comarce Alt Empordà, w gminie Roses.
Według danych INE z 2005 roku miejscowość zamieszkiwało 920 osób.